# Batalla de Fidencia
La batalla de Fidencia ocurrió en septiembre de 82 a. C. entre el ejército optimate comandado por Marco Licinio Lúculo y el popular comandado por Lucio Quincio, en el marco de la primera guerra civil.
A comienzos de septiembre, el general optimate Metelo, para combatir a los populares desde dos frentes, envió a Marco Licinio Lúculo al mando de dos legiones a Placentia (actual Piacenza). Él por su parte, se quedó en Favencia junto a cuatro legiones y venció al ejército de Norbano en batalla. Enterado Lúculo de esta victoria, se abalanzó sobre el campamento de Lucio Quincio, lugarteniente de Norbano, que se hallaba en Fidencia con cinco legiones. A pesar de su inferioridad numérica, sus tropas lucharon con tanto valor que salió victorioso y tomó el campamento enemigo. Los populares perdieron dieciocho mil hombres mientras que los optimates, muy pocos. Con esta batalla acabó el dominio popular en el norte, mientras que en el sur Sila pronto vencería a los enemigos terminando así la guerra.